# Pelurga lugubris
Pelurga lugubris är en fjärilsart som beskrevs av Inoue 1986. Pelurga lugubris ingår i släktet Pelurga och familjen mätare. Inga underarter finns listade i Catalogue of Life.